# Óriástobozú fenyő
Az óriástobozú fenyő (Pinus coulteri) a tűnyalábos (avagy hosszútűs) fenyők Pinus alnemzetségében a Trifoliae fajcsoport Ponderosae fajsorának egyik faja. A faj Thomas Coulter (1793–1843) ír botanikusról és orvosról kapta a nevét, aki 1831-ben fedezte fel Santa Lucia-hegységben. 

## Származása, elterjedése
Szétszórtan él Kalifornia nyugat-középső részétől Alsó-Kalifornia északi részéig (Mexikó). Leggyakrabban déli fekvésű lejtőket részesíti előnyben (300-) 900 - 1800(-2150) m-ig. Élőhelyén a megújuló tüzek egyre nagyobb károkat okoznak, és veszélyeztetik állományait. A folyamatos erdőtüzek elpusztítják a fiatal magoncokat és csemetéket, emiatt nem jutnak el a reproduktív korba, a jövőben így az állomány csökkenése várható.

## Megjelenése, felépítése
Iker-edénynyalábos (diploxylon), 3 tűs faj. Karcsú, majd kiszélesedő koronájú fa, 20(-25) m magas fa, törzse 0,8 (-1) m átmérőjű. Rozsdabarna kérge pikkelyes, mélyen repedezett. Ágai vaskosak, kevésbé elágazók, rügyei 1,5 - 3(-4) cm hosszúak, gyantásak. Tűi hármasával állnak, mindegyik tű (15-)20 - 30 cm hosszú, merev és egyenes, színük halvány szürkészöld,hamvasak. Tobozvirágzatai 20 - 25 mm hosszúak, sötét sárgásbarnák, eleinte pirosasak, felpattanva sárgásak; a termős tobozok vörösek. Az érett tojásdad, sárgásbarna gyantás tobozok  20 - 30(-35) cm hosszúak, súlyuk 2 – 5 kg. Főleg a korona felső részén, két-három évig fejlődnek, majd allapjuk nélkül hullnak le. Egy tobozban 120 - 140 mag található, a magok (10-)12 - 18(-22) mm hosszúak, sötétbarnák. Az óriástobozú fenyő a toboztermők törzsének a legnehezebb tobozát termeli, innen kapta a nevét.

## Felhasználása
Kertészeti értékét elsősorban rendkívül hosszú tűleveleinek köszönheti, és látványos tobozának. Jó szárazságtűrő, díszfaként népszerű, parkokban és nagyobb kertekben találkozhatunk vele. Magja ehető, elsősorban a vadon élő állatok gyűjtik, különösen a mókusok, de az őslakos amerikaiak is megették őket.
Hazánkban fiatalon fagyérzékeny (Józsa).

## Képek

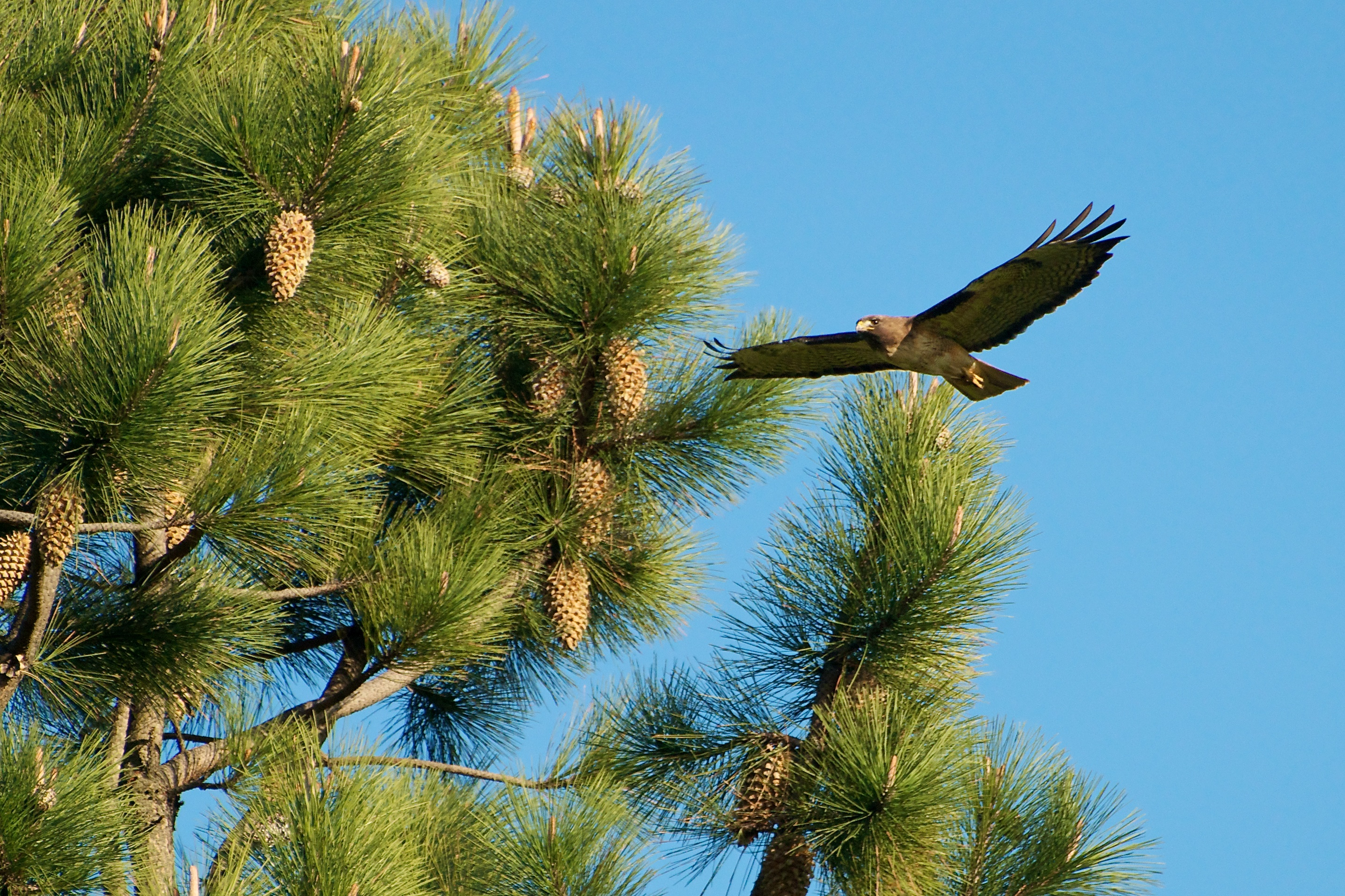
levelei
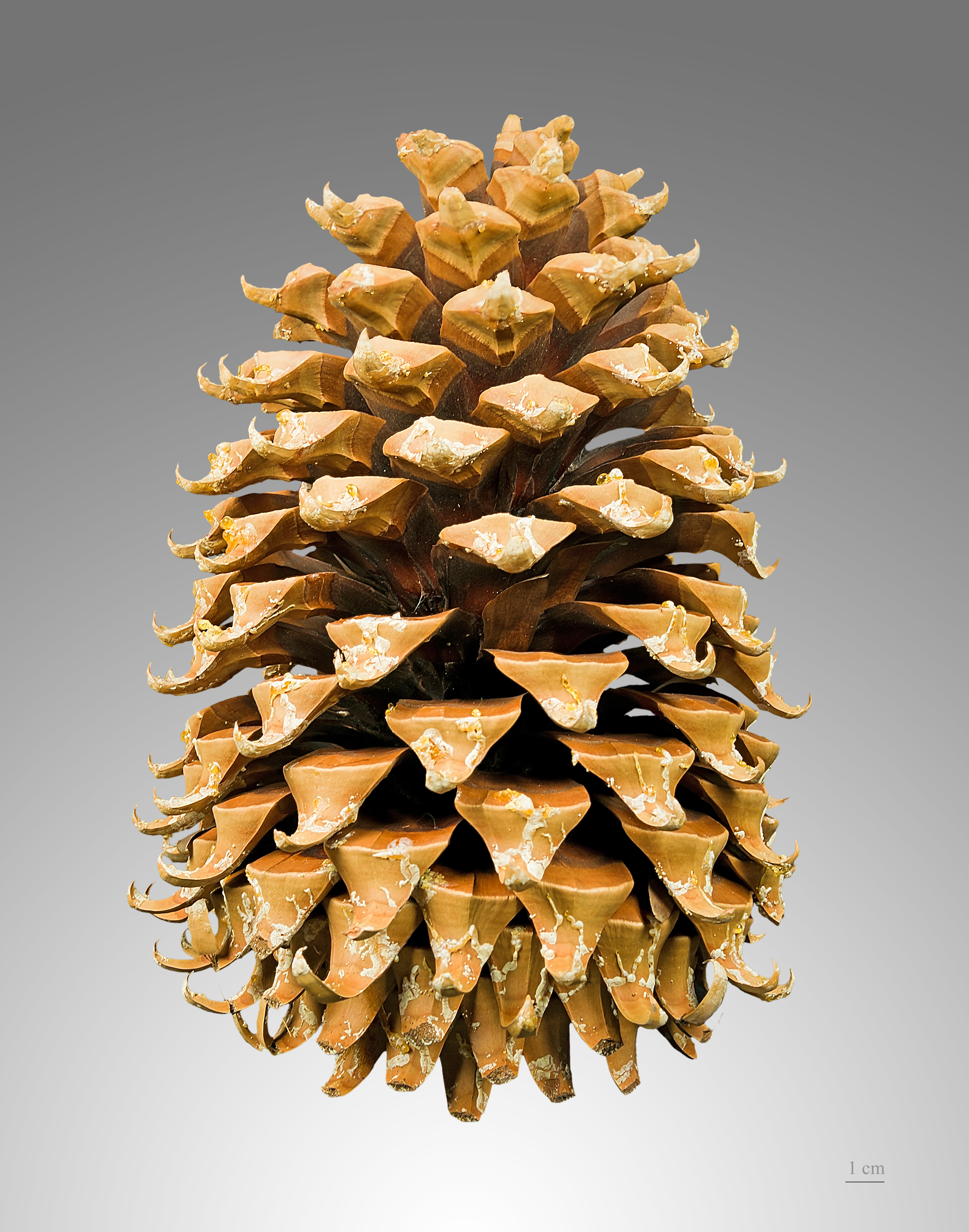
toboza